# Batalla d'Ager Sanguinis
La batalla d'Ager Sanguinis, també coneguda com a Camp de Sang o Batalla de Sarmeda, fou un combat en el qual l'exèrcit del Principat d'Antioquia, conduït per Roger de Salern va ser derrotat per l'exèrcit del musulmà ortúkida sota el comandament d'Ilghazi el 28 de juny de 1119.

## Context
Arran de la Primera Croada, es van establir en Terra Santa diversos territoris governats per cavallers cristians. En 1119 els territoris eren, el Comtat d'Edessa (governat per Joscelí I d'Edesa), el Principat d'Antioquia (el príncep del qual era Bohemon II d'Antioquia, encara infant, i regentat per Roger de Salern) el comtat de Trípoli (governat per Ponç de Trípoli), i el regne de Jerusalem (governat per Balduí II). Les disputes pel control del territori, a través de ciutats fortificades, entre els senyors cristians i els musulmans ortúkides eren constants.
La primavera de 1119, la ciutat d'Alep s'havia col·locat sota la protecció d'Ilghazi el Ortóquida, però estava pràcticament envoltada per territoris controlats per Roger de Salern.
Ilghazi va recórrer tots els seus territoris, i va demanar ajuda a altres regnes musulmans, reunint un exèrcit d'uns quaranta mil homes. Roger de Salern va demanar ajuda a Balduí de Jerusalem i a Ponçde Trípoli per fer-los front.
A mitjan juny, Ilghazi va acampar a Quinnasrin, a vint-i-quatre quilòmetres d'Alep, esperant reforços de Toktegin, l'emir de Damasc. Roger, malgrat els advertiments que se li van fer, va reunir el seu exèrcit per sortir a camp obert sense esperar als seus aliats i al voltant del 20 de juny el seu exèrcit de 700 genets i quatre mil infants va acampar davant el fort de Tel-Aquibrin, a la vora de la plana de Sarmeda, per esperar reforços. El 27 de juny el proper castell franc d'Athareb va ser atacat i va haver de ser reforçat quedant sota el comandament de Robert de Vieux-Ponts. Roger es va donar llavors compte que tenia l'enemic molt a prop i va enviar el seu tresor al castell de Artak, en el camí d'Antioquia.

## Batalla
Durant la nit un somnàmbul va recórrer el campament cristià augurant un gran desastre. Els musulmans van emprar la nit a voltar a l'enemic. A l'alba, Roger estava completament envoltat. Un vent sec i pesat, el khamsin bufava des del sud. L'arquebisbe d'Apamea, Pere va predicar i va confessar als cristians. Roger va dividir el seu exèrcit en quatre divisions més una de reserva. La batalla va començar amb un duel d'arquers dels dos exèrcits, però després d'alguns èxits inicials dels croats es va adonar que no podia trencar el cèrcol i que la batalla estava perduda. El vent de pols va canviar de sud a nord, encegant als genets. L'exèrcit cristià va quedar destrossat i a la mercè dels musulmans. Roger, el regent d'Antioquia va caure combatent als peus d'una gran creu enjoiada. Uns cent genets van aconseguir trencar el cèrcol i es van unir a Robert de Vieux-Ponts, que va retornar d'Athareb massa tard per participar en el combat. Van decidir tornar a Antioquia. La majoria dels seus companys va morir en el camp de batalla. Uns pocs, menys afortunats, van ser fets presoners. Al migdia el camp estava ple de cadàvers. Els francs van denominar al lloc Ager Saguinis, Camp de la Sang.

## Conseqüències
En la propera Sarmeda, el franc Reinald Mazoir es va rendir davant Ilghazi, qui li va perdonar la vida, però va manar matar tots els seus companys. Els cavallers que havien estat fets presoners van ser arrossegats amb cadenes i torturats en els camps al voltant d'Alep i més tard als carrers de la ciutat.
A Antioquia es van preparar per a la defensa davant el que van creure un imminent atac musulmà que tragués partit a la batalla.
Ilghazi va enviar missatges als seus aliats, els qui el van felicitar per la seva gran victòria. Seguidament es va posar en marxa cap a Artak. Allí va entrar a la ciutat, però un armeni anomenat Josep que estava al comandament de la ciutadella on estava guardat el tresor de Roger, va convèncer Ilghazi que simpatitzava amb els musulmans, però que el seu fill estava pres, ostatge a Antioquia. Va deixar doncs la ciutat en mans de Josep i d'un dels seus emirs i va tornar a Alep on es va dedicar a festejar la victòria.
Mentrestant Balduí II de Jerusalem i Ponç de Trípoli van arribar a Antioquía. Van buidar els voltants de lladres i van reunir els notables de la ciutat per decidir el futur del Principat. ja que el Príncep era un nen que residia a Itàlia, es va decidir que el principat quedaria sota la protecció de Balduí fins a la seva majoria d'edat, moment en què es casaria amb una de les filles del rei. Després el rei va sortir d'Antioquia amb uns set-cents genets i mil infants per atacar els musulmans. L'exèrcit musulmà es va veure reforçat per l'arribada de Tughtikín, l'emir de Damasc. Per la seva banda l'exèrcit cristià es va veure reforçat per tropes procedents de les diferents fortaleses i castells que estaven sent abandonats davant l'embranzida musulmana.
La trobada va tenir lloc al costat del poble de Hab. Van morir gran quantitat d'homes de tots dos bàndols. Ilghazi i Tughtikín es van retirar amb molts presoners, però l'embranzida musulmana havia estat detinguts, i els dos bàndols es van proclamar victoriosos. A Alep van ser morts molts presoners. Robert el Leprós va ser decapitat personalment per Tughtikín, davant l'estupor d'Ilghazi, que planejava demanar un gran rescat amb el qual pagar a les seves tropes. Balduí es va retirar a Antioquía després de reconquistar algunes fortaleses perdudes i va posar el Principat i el comtat d'Edesa en ordre abans de tornar a Jerusalem a l'hivern de 1119.